# Aimangala, Virajpet
Aimangala là một làng thuộc tehsil Virajpet, huyện Kodagu, bang Karnataka, Ấn Độ.